# Eugène Grisot

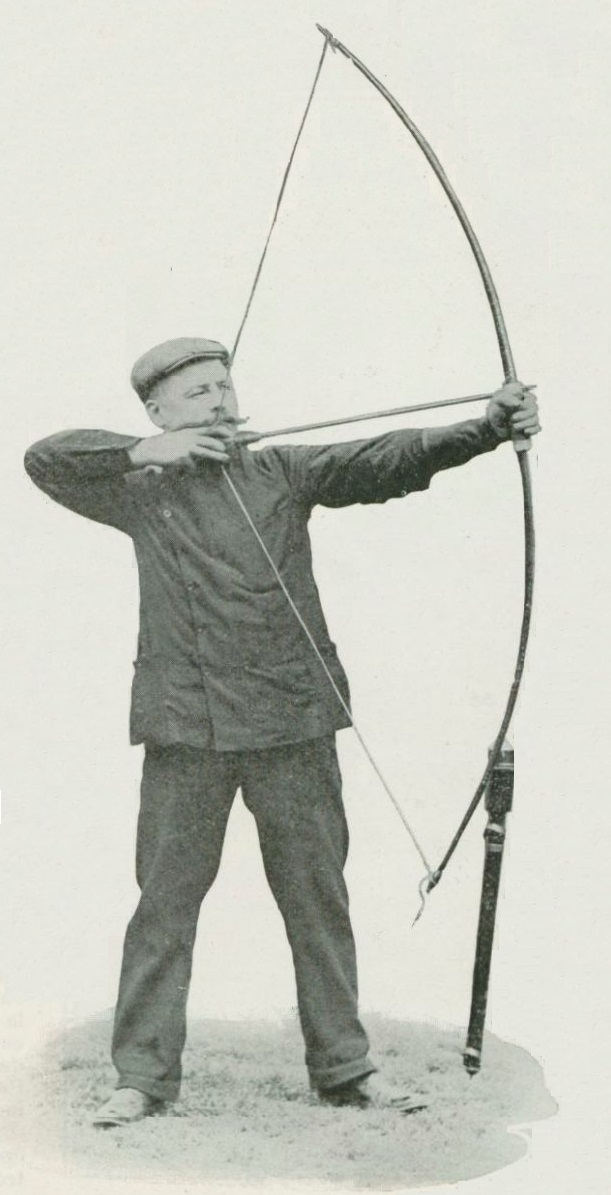
Eugène Grisot (1908)

Eugène G. Grisot (* 1867; † 1954) war ein französischer Bogenschütze.
Grisot nahm erstmals an den Olympischen Spielen 1908 im Wettbewerb Double York Round teil, bei dem er mit lediglich 410 Punkten den neunzehnten Platz belegte. Im Continental-Round-Wettbewerb hatte er mehr Erfolg und gewann die Goldmedaille mit 263 Punkten. Zwölf Jahre später nahm er nochmals an einer Olympiade teil und holte drei weitere Medaillen. 
Bei den Wettbewerben Bewegliches Vogelziel, 33 m, Mannschaft und Bewegliches Vogelziel, 50 m, Mannschaft konnte er die Silbermedaille gewinnen, im Wettbewerb Bewegliches Vogelziel, 28 m, Mannschaft die Bronzemedaille.